# Fraserburg
Fraserburg ist ein Ort in der südafrikanischen Provinz Nordkap. Er liegt in der Gemeinde Karoo Hoogland im Distrikt Namakwa.

## Geographie
Fraserburg hat 3029 Einwohner (Stand 2011). Rund 85 Prozent der Einwohner zählten sich 2011 zu den Coloureds. 96 Prozent gaben Afrikaans als hauptsächlich verwendete Sprache an. Das Klima ist arid. Die Stadt liegt auf dem Nuweveld Plateau nördlich der Nuweveldberge. Die umliegenden Städte sind rund 100 oder mehr Kilometer entfernt. Im Winter kommt es oft zu Schneefall.

## Geschichte
In der Gegend lebten San, die Felsmalereien hinterließen. 1759 errichten erstmals Treckburen die Gegend. Willem Steenkamp war der erste bekannte weiße Siedler. Nach ihm wurde der nahe Steemkampsberg benannt. 1851 wurde auf dem Gebiet der Farm Rietfontein der Ort gegründet und nach dem schottischen Einwanderer Colin Fraser benannt. Von 1861 bis 1967 bestand ein Gefängnis am Ort; 1862 erhielt der Ort den Gemeindestatus. 1870 errichteten die Briten ein Pulverlager gegen die Griqua, das auch im Zweiten Burenkrieg Verwendung fand.
Der Ort gilt als Ursprung der Baster, die unter Hermanus van Wyk ab 1868 gen Norden bis ins heutige Rehoboth zogen.

## Wirtschaft und Verkehr
In der Umgebung werden hauptsächlich Schafe gezüchtet.
Fraserburg liegt an der R353, die von Williston im Nordwesten nach Leeu Gamka im Süden führt, sowie an der R356, die Sutherland im Westsüdwesten mit Loxton und über die R308 mit Carnarvon im Nordosten verbindet. Im Süden der Stadt befindet sich der Fraserburg Airport (ICAO-Code FAFR).

## Sonstiges

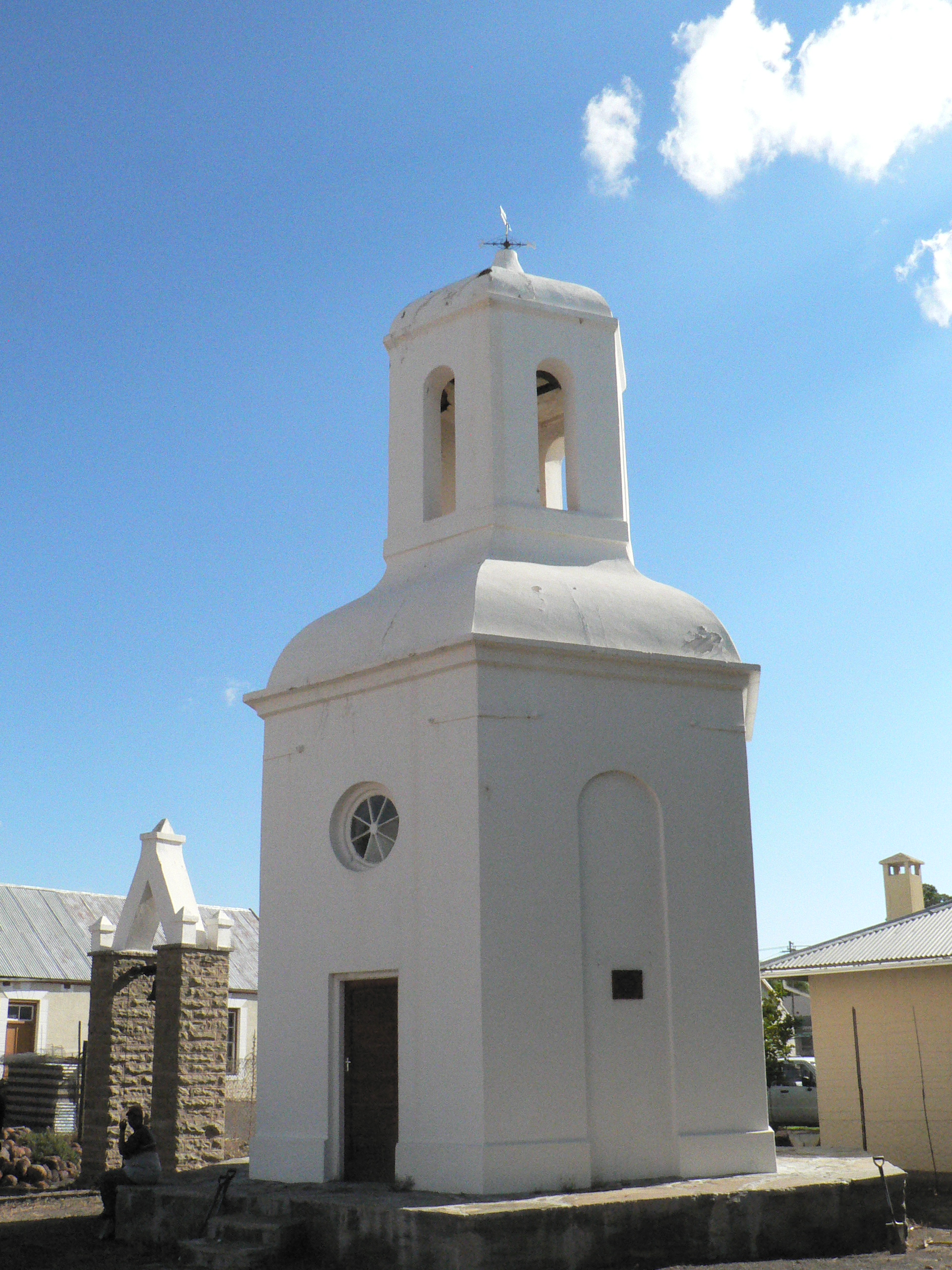
Peperbus

- In der Stadt stehen zahlreiche Häuser aus dem Viktorianischen und Edwardianischen Zeitalter. Ein markantes Bauwerk ist der 1861 entstandene, 8,5 Meter hohe Peperbus (deutsch etwa: „Pfefferbüchse“), der unter anderem als Glockenturm diente.[2] Die niederländisch-reformierte Kirche des Ortes wurde nach Plänen von Carl Otto Hager errichtet.
- Die Gegend um Fraserburg ist als Fundplatz von Saurierfossilien bekannt.